# ذخیره‌گاه سیرا دل
ذخیره‌گاه سیرا دل (به اسپانیایی: Sierra del Rosario) یک منطقه حفاظت‌شده در کوبا است که در استان پینار دل ریو واقع شده‌است.